# Lexikon des Mittelalters

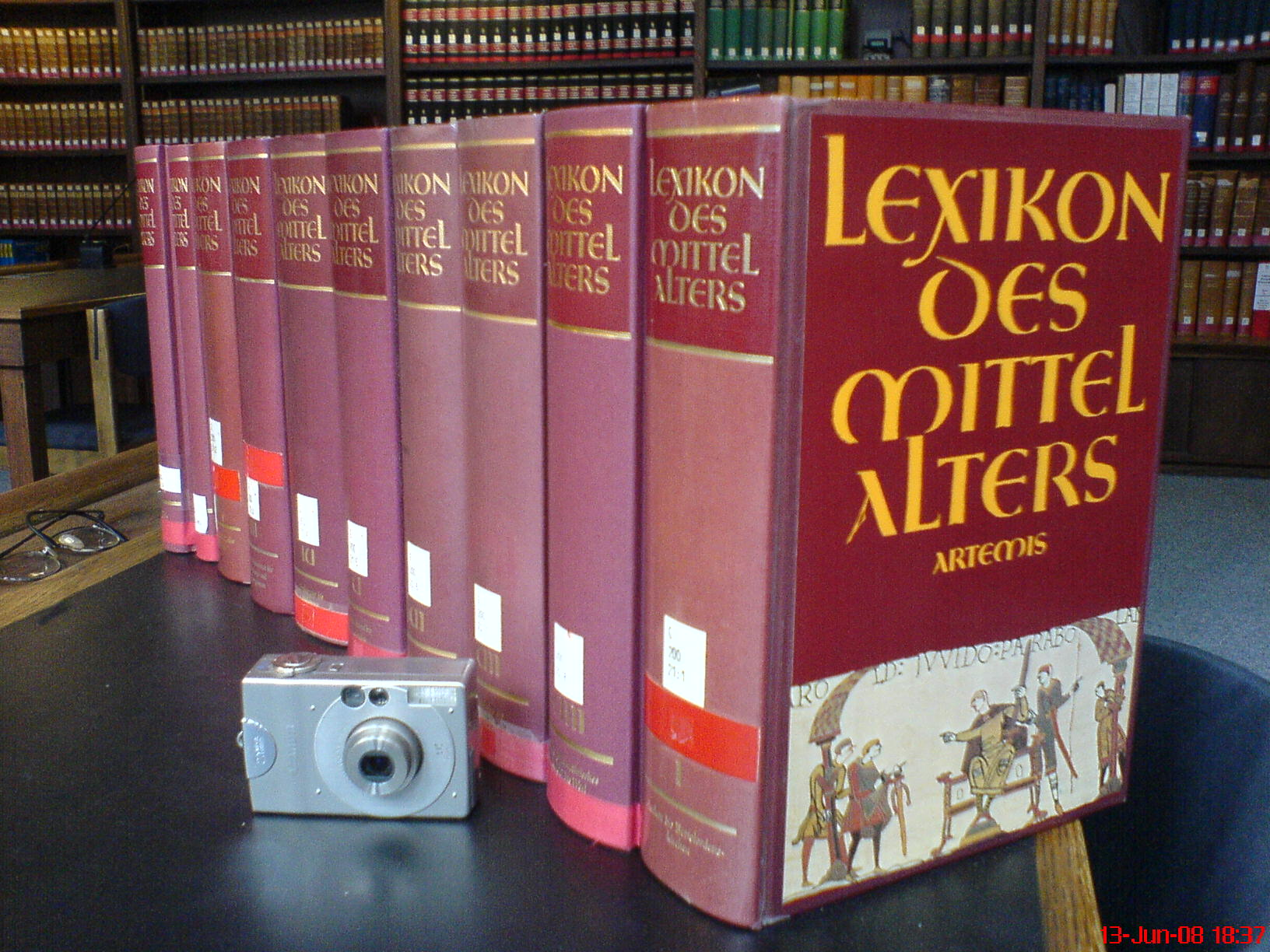
«Лексикон середньовіччя» (видання Artemis-Winkler/LexMA)

Енциклопедія середньовіччя, Лексикон середньовіччя, Lexikon des Mittelalters (нім. Lexikon des Mittelalters, LMA, LexMA) — німецька енциклопедія, що містить близько 36 тисяч статей, присвячених європейському Середньовіччю та суміжним темам. Період, що розглянутий простягається від пізньої античності до кінця XV століття. Зазначений Лексикон є продуктом 1000 редакторів з 14 країн і 3000 авторів.
Лексикон складається з дев'яти томів й індексу. Редакторська робота була завершена в 1977 р. (том 1) до 1999 року (том 9). Перше видання томи 1-6 (Artemis-Winkler) і в Мюнхені томи 7-9 (LexMA). Є також паперові видання («Metzler», «dtv»), а також видання на диску, а онлайн-доступ до записів компанії пропонує «Brepols».

## Видання
- Lexikon des Mittelalters (LMA), LexMA-Verlag, München 1980ff, ISBN 3-423-59057-2 (нім.)
- Lexikon des Mittelalters, Metzler, 1999, ISBN 3-47601-742-7 (нім.)
- Lexikon des Mittelalters, dtv, 2000, ISBN 3-423-59057-2 (нім.)
- Lexikon des Mittelalters Online, Turnhout: Brepols, 2009. ISBN 978-2-503-52415-3. (нім.)